# Martha Delgado Peralta

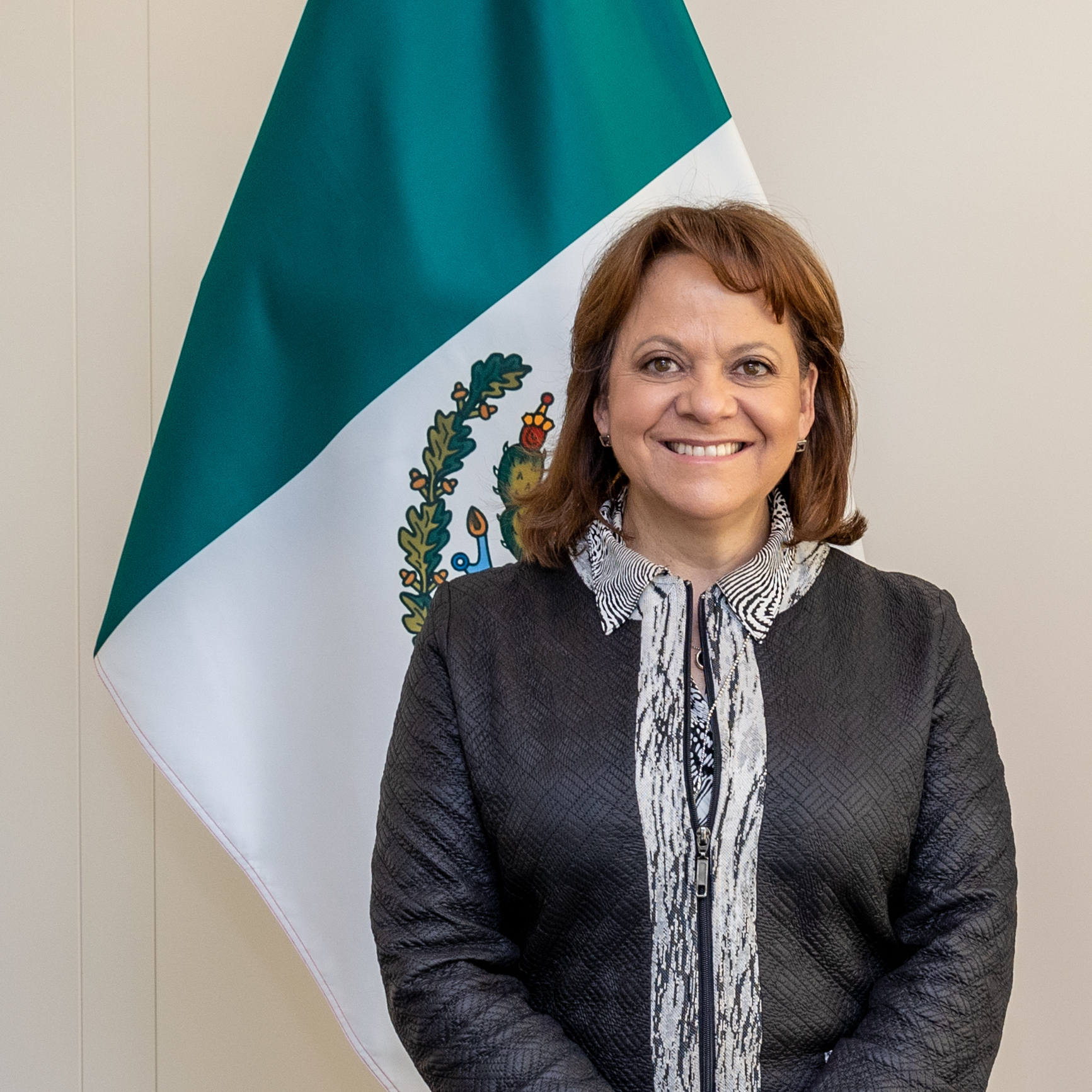

Martha Delgado Peralta (nascida a 26 de abril de 1969) é uma ambientalista e subsecretária de Assuntos Multilaterais e Direitos Humanos do Ministério das Relações Externas do México. Delgado Peralta foi eleita para o congresso local em 2003. De 2006 a 2012, serviu como Ministra do Meio Ambiente da Cidade do México. Durante o seu tempo como Ministra do Meio Ambiente ajudou a desenvolver políticas ambientais, incluindo o Plano Verde da Cidade do México, o Programa de Acção Climática e um programa de partilha de bicicletas chamado ECOBICI.